# Philippe Bugalski
Philippe Bugalski (Busset, França, 12 de juny de 1963 - Le Vaudoué, França, 10 d'agost de 2012) fou un pilot de ral·lis francès de la dècada dels 90 guanyador en 3 ocasions del Campionat de França de Ral·lis els anys 1998, 1999 i 2000.
La seva primera victòria en un ral·li es produí el 1993 al Ral·li del Mont-Blanc amb un Lancia Delta Intégrale. Posteriorment, després d'un breu pas per l'equip Renault, fitxà per l'equip Citroën l'any 1998 amb el que aconseguiria 3 títols consecutius del Campionat de França de Ral·lis (1998, 1999 i 2000) alhora que desenvolupà el Citroën Xsara pel Campionat Mundial de Ral·lis junt al pilot càntabre Jesús Puras disputant alguns ral·lis del Mundial.
També disputà el Campionat d'Europa de Ral·lis, finalitzant en tercera posició al 1998 i en quarta el 1999.
La temporada 1999 guanyà el Ral·li Catalunya i el Tour de Còrsega del Campionat Mundial de Ral·lis. La victòria a Catalunya fou històrica i sonada, per primera vegada un Kit-car guanyava un ral·li del Mundial.
Durant la seva trajectòria demostrà ser un pilot reserva solvent pel Citroën World Rally Team, disputant diferents ral·lis com a tercer pilot de l'equip.
Es retirà l'any 2003 havent guanyat 31 ral·lis del Campionat francès, 10 ral·lis del Campionat europeu i 2 ral·lis del Mundial.
Philippe Bugalski va morir el 10 d'agost del 2010 al caure per accident des d'una gran alçada a la seva propietat a Le Vaudoué, a la regió de Seine-et-Marne.

## Victòries al WRC
| # | Ral·li              | Any  | Copilot            | Vehicle               |
| - | ------------------- | ---- | ------------------ | --------------------- |
| 1 | Ral·li de Catalunya | 1999 | Jean-Paul Chiaroni | Citroën Xsara Kit Car |
| 2 | Tour de Còrsega     | 1999 | Jean-Paul Chiaroni | Citroën Xsara Kit Car |